# NGC 3729
NGC 3729 is een balkspiraalstelsel in het sterrenbeeld Grote Beer. Het hemelobject werd op 12 april 1789 ontdekt door de Duits-Britse astronoom William Herschel.

## Synoniemen
- UGC 6547
- IRAS11310+5324
- MCG 9-19-117
- KUG 1131+534
- ZWG 268.51
- KCPG 290B
- PGC 35711